# Macario Matus
Macario Matus (2 de enero de 1943-6 de agosto de 2009) fue un escritor, poeta y periodista y mexicano que escribió parte de su obra literaria en lengua zapoteca, aunque también escribió en español.

## Biografía
Macario Matus nació el 2 de enero de 1943 en Juchitán, Oaxaca.
Como director de la Casa de la cultura de Juchitán promovió el intercambio cultural entre artistas mexicanos, internacionales o de esa región de Oaxaca, durante una época política controvertida, cuando Juchitán fue el primer municipio mexicano ganado por la izquierda.
Para algunos su poesía es erótica aunque otros la califican de pornográfica. Se desempeñó como crítico de arte y dirigió el Centro Cultural Juchitán, en México, D.F. Fue director de la Casa de Cultura de Juchitán (1979-1989), en donde se presentaron exposiciones de pintura, dibujo y muralismo con obra de artistas nacionales e internacionales de la talla de Joan Miró, Francisco Toledo, Auguste Rodin, Shinobu Tobita, José Tlatelpas, José Luis Cuevas, entre muchos otros. Durante este periodo se incubaron diversos poetas, pintores, escritores y músicos en el Istmo de Tehuantepec.
Fue periodista cultural en la célebre sección cultural del periódico mexicano El Nacional, bajo la dirección del poeta y periodista español republicano Juan Rejano, ahí publicó durante varios años junto con otros personajes como Manuel Blanco, Xorge del Campo, José Luis Colín, Pedro Garfias, Juan Cervera Sanchís (español), Alfredo Cardona Peña (costarricense), Otto-Raúl González (guatemalteco), Jesús Luis Benítez, Leticia Ocharán, Roberto López Moreno y otros.
A lo largo de su carrera periodística escribió para diferentes diarios como El Día, Excelsior, El Universal Gráfico, La Hora de Oaxaca; y para las revistas Siempre, Brecha, Generación, entre otras.
Destacó también su sección Erotomanías en el legendario suplemento cultural Sábado del diario Uno más uno.
Es fundador de la Asociación de Escritores en Lenguas Indígenas, una organización autoral pionera en su género. Su obra está escrita en español y zapoteco.
En 2006 (24 de junio - 2 de julio), fue invitado por el poeta Colombiano Fernando Rendón al XVI Festival Internacional de Poesía de Medellín, representando a la Nación Zapoteca  (enlace roto disponible en Internet Archive; véase el historial, la primera versión y la última)..
En 2007 (24-28 de octubre) asistió al Primer Encuentro de Poetas y Escritores Indígenas de Latinoamérica: Los Cantos Ocultos; llevado a cabo en la ciudad de Santiago de Chile y en Temuco, ciudad capital de la región de La Araucanía, Chile; organizado por el poeta Mapuche Jaime Luis Huenún.
Macario Matus fallece, debido a un paro cardíaco, a las 20:00 del 6 de agosto de 2009 en la capital de la república mexicana.

## Honores
Perteneció a La Asociación Internacional de Críticos de Arte (AICA), (International Association of Art Critics).
En noviembre de 2009 se inaugura, Yo’o Za’a, Centro Cultural Macario Matus, un Centro cultural en Tlatelolco, barrio de México DF. En él se pretende continuar difundiendo la cultura zapoteca a través de la impartición de cursos de zapoteco, poesía, pintura, grabado, entre otros. Además es un espacio abierto para la exposición de obra gráfica, música y poesía.

## Obra
Entre sus obras se encuentran:

### Antología
- Cuentos de un juchiteco, Ayuntamiento de Juchitán/Programa Casas del Pueblo (1991)
- Antología poética, Radio Educación (1995)
- Mentiras de Juchitán (con xilografías de Demián Flores), Fundación Guiée Xhúuba (1996)

### Literatura para niños y jóvenes
Cuento:
- El estornudo de Don Lucio, Colibrí/SEP (1979)
- Relatos zapotecos (edición bilingüe) Culturas Populares, Lenguas de México (1997)
- La niña y el lagarto, Ponte en mi lugar, Cuadernos de Educación Ciudadana/FONAFE (2003)

### Ensayo
- Arte mexicano del Siglo XX (2002)

### Entrevista
- Dos testimonios de 1911 (historias de la Revolución mexicana en el Istmo de Tehuantepec) (1983)

### Poesía
- Biulú (1969)
- Palabra desnuda (1977)
- Negra canción (1982)
- Luto y memoria (1968–1980) (1985)
- La noche de tus muslos (1986)
- Juchitán en el Tiempo (1988)
- Lemura (1994)
- Poerótica (1995)
- Canción de Eros (1997)
- Laja del tiempo (1998)
- Los zapotecos (1998)
- Idos en marzo (2000)
- Cuatro nuevos soles (2003)
- Diccionario erótico (2003)